# Sceloporus chaneyi
Espèce
Statut de conservation UICN

 EN B1ab(iii) : En danger
Sceloporus chaneyi est une espèce de sauriens de la famille des Phrynosomatidae.

## Répartition
Cette espèce est endémique du Mexique. Elle se rencontre dans les États du Tamaulipas et du Nuevo León.

## Étymologie
Cette espèce est nommée en l'honneur d'Allan Harold Chaney (1923-2009).

## Publication originale
- Liner & Dixon, 1992 : A new species of the Sceloporus scalaris group from Cerro Pena Nevada, Nuevo Leon, Mexico (Sauria: Iguanidae). Texas Journal of Science, vol. 44, no 4, p. 421-427.